# Синт-Стевенс-Волюве
Синт-Сте́венс-Во́люве (нидерл. Sint-Stevens-Woluwe, фр. Woluwe-Saint-Étienne) — небольшое поселение в долине р. Волюве. По мере процесса роста г. Брюссель, превратился в крупный посёлок, ставший центром одноимённого муниципалитета. По мере роста доли франкоязычного населения, достигшего 30 %, Синт-Стевенс-Волюве получил двуязычный статус, которые гарантировал Бельгийский языковой закон 1932 года. Однако по данным переписи 1947 года, доля франкофонов неожиданно опустилась ниже 30 % и муниципалитет вновь стал одноязычным (нидерландский язык). Несмотря на то, что число считающих родным французский вновь превысило 30 % в 1960 году, этот факт не был учтён при проведении языковой границы и его одноязычный статус был закреплён «навечно». Более того, в 1977, Синт-Стевенс-Волюве и его округ были включены в состав муниципалитета Завентем, ныне часть провинции Фламандский Брабант. Языковой конфликт продолжает быть актуальным до наших дней.